# Jean-François Copé
Cet article possède un paronyme, voir François Coppée.
Pour les articles homonymes, voir Copé.
Jean-François Copé, né le 5 mai 1964 à Boulogne-Billancourt, est un haut fonctionnaire et homme politique français.
Maire de Meaux et ancien député pour la sixième circonscription de Seine-et-Marne, il exerce plusieurs fonctions ministérielles dans les gouvernements de Jean-Pierre Raffarin et de Dominique de Villepin. Il est secrétaire général de l'Union pour un mouvement populaire (UMP) entre 2010 et 2012, puis président du parti de 2012 à 2014. Il est candidat à la primaire présidentielle des Républicains de 2016, lors de laquelle il finit en dernière position.

## Origines familiales
Jean-François Copé naît le 5 mai 1964 à Boulogne-Billancourt, alors dans le département de la Seine. Il est le fils aîné du professeur Roland Copé, chirurgien gastro-entérologue proctologue français d'origine juive ashkénaze roumaine et de Monique Ghanassia, dont la famille juive séfarade était originaire d'Alger. Sa sœur Isabelle naît en décembre 1966 et son frère Jean-Fabrice en juillet 1980.
Du côté paternel, son grand-père Marcu Hirs Copelovici, fils de Copel et Zleta, originaires de Bessarabie, est un médecin né à Iași dans l'est de la Roumanie au début du XXe siècle. Fuyant l'antisémitisme de son pays, il émigre en France à Paris en 1926. Le grand-père choisit par décret de francisation de changer son prénom et son nom pour Marcel Copé. Il se marie peu après avec Gisèle Lazerovici, fille de Ghidale Lazerovici, comptable. En octobre 1943, le couple échappe avec ses deux enfants à la rafle d'Aubusson (le père de Jean-François Copé a alors 13 ans) en trouvant refuge dans la famille Leonlefranc, honorée par la suite du titre de Justes. En 1965, âgé de 64 ans, Marcel Copé meurt en Israël. Jean-François Copé fait de la persécution et du sauvetage de ses parents « une part essentielle de son engagement politique ».
Du côté maternel, son grand-père Ismaël André Ghanassia, fils de Moïse Ghanassia et Djouhar Soussi, originaires de Miliana, est avocat à Alger. Son épouse, Lise Boukhabza, est la petite-fille d'un rabbin originaire de Tunisie, et sa mère est originaire de Tétouan au Maroc. André Ghanassia, son épouse et leurs trois enfants, dont Monique, quittent Alger pour la métropole dans les années 1950, peu après les débuts de la guerre d'Algérie.

## Études
Jean-François Copé effectue sa scolarité à Paris, à l'École active bilingue Jeannine-Manuel (15e arrondissement), et au lycée Victor-Duruy (7e arrondissement). Il obtient, en 1981, le baccalauréat série B (économique et social) avec la mention bien, et poursuit en Hypokhâgne à Duruy avant de réussir l'examen d'entrée en année préparatoire (première année) à Sciences Po[réf. nécessaire], dont il sort diplômé en 1985 (section Service public).
Il effectue son service militaire en 1986, puis entre l'année suivante à l'ENA, dans la promotion Liberté-égalité-fraternité (1987-1989). À l'ENA, il se classe 35e de sa promotion.
Il suit des séminaires de formation en nouvelle gestion publique (new public management) aux États-Unis, où il étudie le « benchmarking », c’est-à-dire l’approche comparatiste des pratiques internationales performantes.

## Vie privée

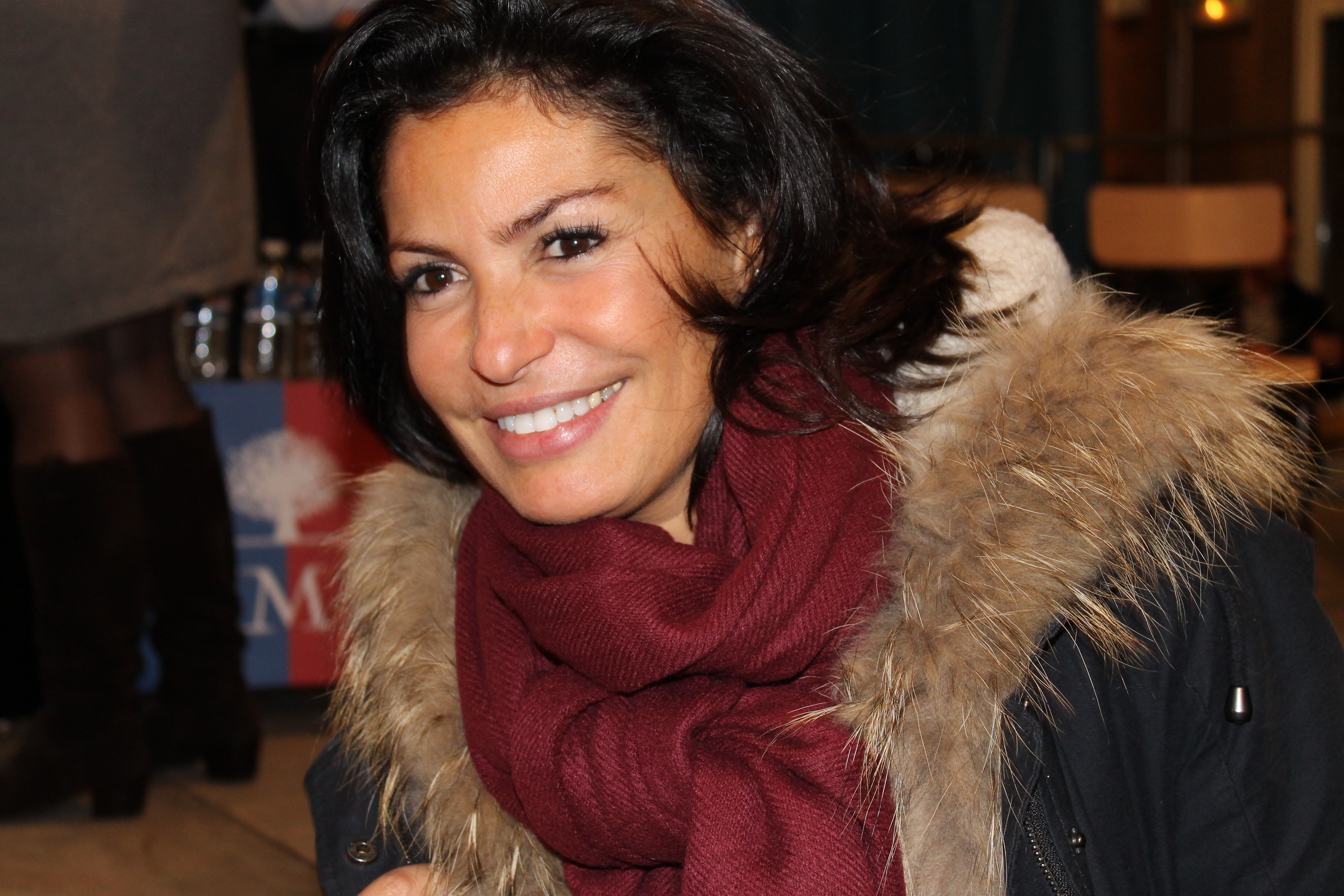
Son épouse, Nadia Copé, en 2012.

Le 1er juin 1991, Jean-François Copé épouse Valérie Ducuing, consultante en relations publiques chez Veolia. De ce premier mariage, naissent une fille et deux fils. Ils divorcent en 2007.
Il a une deuxième fille, née en 2010 de son union avec Nadia Hamama,, psychologue pour enfants, d'origine kabyle et italienne née en 1966, qui fut l'épouse du comte Éric de l'Orne d'Alincourt, un psychiatre décédé brutalement en 2008. En 2008, elle devient son attachée parlementaire. Le couple se marie le 3 décembre 2011, à la mairie de Meaux,.
Il se déclare « juif non pratiquant » et « veille à demeurer, avant tout, le représentant d'une autorité laïque » : « Ma communauté, c'est la communauté nationale. »

## Carrière professionnelle
De 1989 à 1991, Jean-François Copé est administrateur civil à la Caisse des dépôts et consignations (CDC). De 1991 à 1993, il est directeur de cabinet du président du Crédit local de France. De 1990 à 1993, il est maître de conférences associé d'économie et de finances locales à Sciences Po. De 1998 à 2002, il est professeur associé à l'université Paris VIII.
Dans le même temps, de 2000 à 2002, il est membre du conseil de surveillance de Dexia Crédit local de France et président du conseil d'administration de l'Institut des managers du développement local.
En mai 2007, bénéficiant du décret permettant aux anciens ministres et parlementaires de devenir avocats sans formation spécifique ni examen, il obtient le certificat d'aptitude à la profession d'avocat (CAPA) et prête serment devant la cour d'appel de Paris. À partir de septembre 2007, il exerce à temps partiel, pour 20 000 € par mois, dans le cabinet d'avocats d'affaires Gide Loyrette Nouel, l'un des plus importants de France, chargé par exemple de conseiller l'État dans le projet de fusion GDF-Suez. En novembre 2010, lors de sa nomination comme secrétaire général de l'UMP, il annonce qu'il cesse d'exercer dans le cabinet, mais continue son activité de conseil « à titre individuel ».
De fin 2009 à fin 2010, il siège bénévolement au sein du comité consultatif de Lutetia capital, un fonds d'investissement agréé auprès de l'AMF.
En juin 2014, après sa démission de la présidence de l'UMP, il annonce reprendre son activité d'avocat après son inscription au barreau de Paris.
Début 2015, il donne des cours en anglais à Sciences-Po Paris aux côtés de Jean-Yves Gontier sur le rôle de la loi, des politiques publiques et des institutions dans une économie globale ; tout en continuant à animer son club Génération France.fr autour de débats sur l'éducation, la sécurité, l’attractivité économique de l'Ile-de-France, l'après 11-janvier avec Marcel Gauchet ou la réforme du Code du Travail.
Depuis 2017, il travaille en tant qu’avocat au sein du cabinet Stehlin & Associés.
En janvier 2022, il rejoint en tant qu'avocat dès sa création le cabinet Everlaw & Tax. Il est notamment l’avocat de la société allemande WindStrom qui réclame 44 millions d’euros au village de Puyrolland en Charente-Maritime, celui-ci refusant d’accorder une servitude de passage au promoteur éolien,.

## Parcours politique

### Débuts
De 1993 à 1995, Jean-François Copé est membre de la cellule de réflexion économique de Jacques Chirac animée par Nicolas Sarkozy. Il devient ensuite directeur de cabinet de Roger Romani, ministre délégué aux Relations avec le Sénat, chargé des rapatriés, dans le gouvernement Balladur.
Il soutient Jacques Chirac lors de l'élection présidentielle de 1995. La même année, il devient délégué général au projet de société au RPR. Il fait alors partie de la « task force Juppé » (à l'époque Premier ministre et président du RPR) en matière d'idées. De 1998 à 2001, il exerce la fonction de secrétaire national du RPR, chargé de l'économie, puis de la formation. Lors de l'élection pour la présidence du RPR en 1999, il se présente en tandem avec Patrick Devedjian, puis il se déclare pour le second tour (communément avec Patrick Devedjian) en faveur de Michèle Alliot-Marie. De 2001 à 2002, il est secrétaire général adjoint du RPR, chargé du projet d'alternance.

### Mandats locaux
Jean-François Copé se présente sans succès à sa première élection lors des cantonales de 1992 à Villeneuve-Saint-Georges.
Il est élu maire de Meaux (chef-lieu d'arrondissement de Seine-et-Marne) en 1995 comme candidat RPR dissident et parachuté, à l'âge de 31 ans,,, puis est réélu en 2001, 2008, 2014 et 2020.
Il se fixe deux priorités : la rénovation urbaine et la sécurité.
En matière de rénovation urbaine, il lance un « plan Marshall » destiné à revoir entièrement le centre-ville de Meaux au niveau architectural et de son urbanisme. En juin 2011, il fait détruire trois tours géantes Genêt, Hortensia et Iris, datant des années 1960 remplacées par des logements à taille humaine, supposés privilégier la mixité sociale. L'opération est financée par l’Agence nationale pour la rénovation urbaine (ANRU) et par Meaux Habitat. La rénovation urbaine s’accompagne d’une volonté d’amélioration de l’environnement avec la création du parc naturel du Pâtis sur 150 hectares (grand prix de l'environnement des Villes d'Île-de-France 2006, dans la catégorie Espaces verts et Paysage) et du bien-être des Meldois avec l’opération « Meaux plage » depuis 2006.
En matière de sécurité, la ville déploie depuis 2003 un réseau de vidéosurveillance. En 2011, le dispositif compte environ cent quarante caméras, réparties dans toute la ville accompagné d’une augmentation de l’effectif de la police municipale à cent cinquante agents. La délinquance aurait baissé de 11 % entre 2002 et 2008. Sur le plan économique et de l’emploi, Jean-François Copé souhaite ramener l’activité commerciale dans la communauté d'agglomération du pays de Meaux en imposant comme pôle économique de l’est francilien le parc d’activités du pays de Meaux qui devrait ouvrir ses portes fin 2012 et créer à terme près de 4 000 emplois.

Sur le plan culturel, il lance en 2003 le festival Muzik'Elles, consacré aux artistes féminines qui fête en 2014 sa 10e édition. Il inaugure le 11 novembre 2011, en présence de Nicolas Sarkozy, le musée de la Grande Guerre du pays de Meaux consacré à la Première Guerre mondiale. 

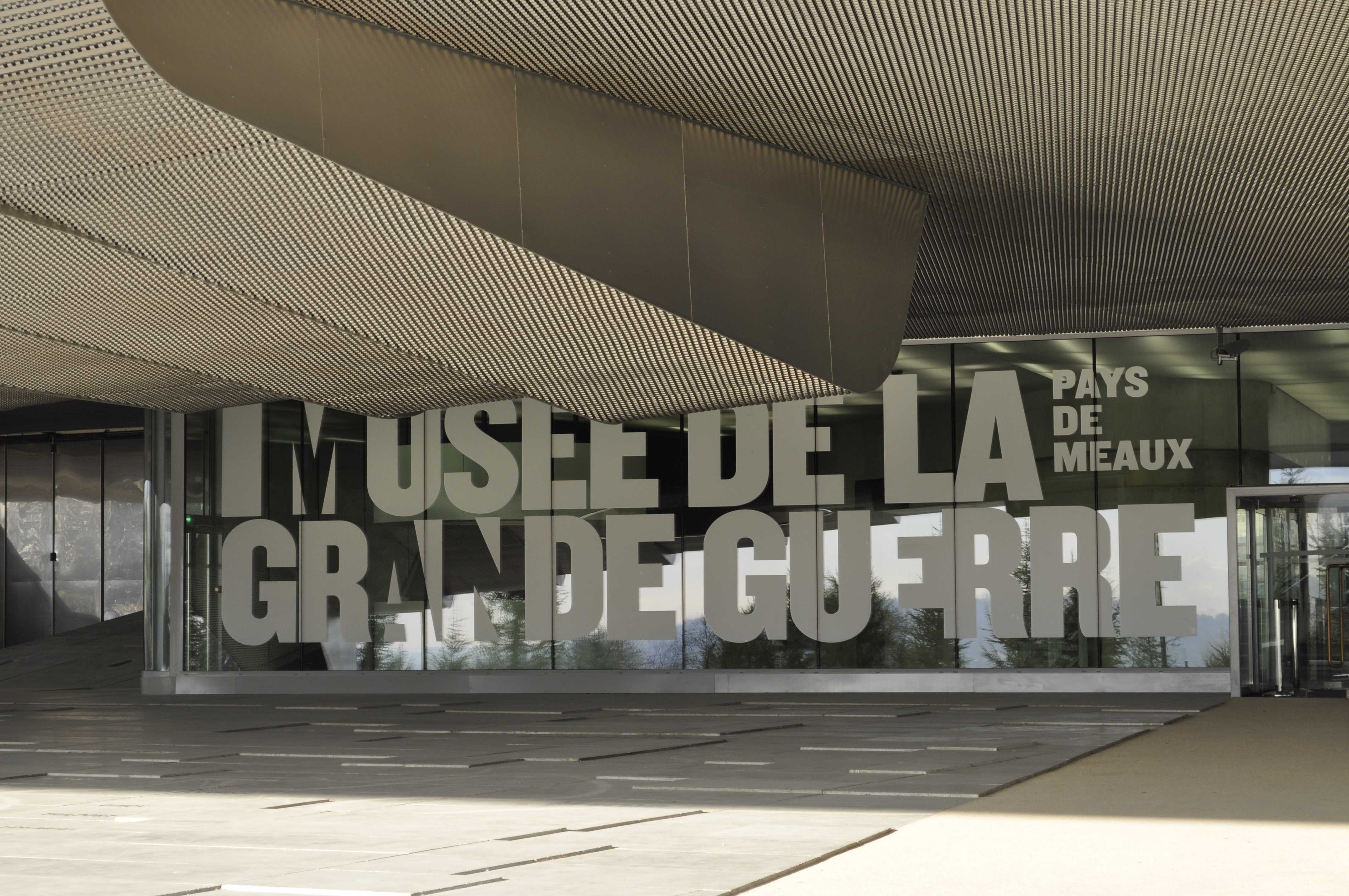
L'entrée du Musée de la Grande Guerre du Pays de Meaux

En 2005, il redevient maire de Meaux après la démission d'Ange Anziani. À la suite des élections municipales de mars 2008, il est réélu par le conseil municipal meldois pour un troisième mandat, la liste qu'il conduisait ayant recueilli 67,74 % des suffrages exprimés au premier tour. Lors des élections municipales de 2014, la liste conduite par Jean-François Copé remporte 64,30 % des voix dès le premier tour, ce qui conduit à sa réélection pour un quatrième mandat de maire.
Lors des élections municipales de 2020, la liste qu'il conduit remporte 76,35 % des voix dès le premier tour, ce qui conduit à sa réélection par le conseil municipal pour un cinquième mandat de maire, le 25 mai.
Il est conseiller régional d'Île-de-France de 1998 à 2007.

### Mandats parlementaires

#### Élections
Au mois de juin 1995, il devient député de la 5e circonscription de Seine-et-Marne, à la suite de la nomination de Guy Drut dans le premier gouvernement Juppé. De 1995 à 1997, il est le benjamin de l'Assemblée nationale.
Lors de la campagne législative anticipée de 1997, Jean-François Copé est chargé du projet du RPR puis de la majorité et est le porte-parole de campagne de son parti. Le projet qu'il présente prône des économies budgétaires fondées sur une baisse des dépenses de l’État, et le transfert des recettes des privatisations vers le désendettement.
Il se présente également comme le plus jeune député battu en 1997, à l'issue d'une triangulaire RPR-PS-FN, ce que relaie la presse. Cependant, si l'affirmation répétée de Jean-François Copé est juste sur la forme, elle est fausse sur le fond. En effet, Jean-François Copé est député suppléant de la 5e circonscription ; or, un député suppléant sortant n'a pas le droit de se présenter contre son député titulaire sortant et qui se représente, ce qui est le cas de Guy Drut en 1997. Jean-François Copé se présente alors dans la 6e circonscription voisine, qui s'avère plus difficile et où il échoue face à la socialiste Nicole Bricq qui s'y présente aussi pour la première fois : Jean-François Copé n'est donc pas battu mais rate son parachutage.
Le 16 juin 2002, au second tour des élections législatives, il est élu député de la sixième circonscription de Seine-et-Marne. Cinq ans plus tard, le 10 juin 2007, il est réélu député dans la même circonscription, au premier tour des élections législatives, avec 54,26 % des suffrages exprimés. Il quitte sa fonction de conseiller régional durant l'été 2007 pour respecter les règles sur le cumul de mandats, son siège revenant à Jean-François Robinet. Il est réélu en juin 2012, avec 59,63 % des voix au second tour.

#### Actions en tant que député
Durant son premier mandat, il est chargé des questions budgétaires au groupe parlementaire RPR. En 1996, il fait adopter un amendement accroissant les avantages fiscaux pour les entreprises s'installant en zone de redynamisation urbaine.

### Fonctions ministérielles
Jean-François Copé est membre des gouvernements Raffarin I et Raffarin II, de 2002 à 2004, en tant que secrétaire d'État aux relations avec le Parlement, porte-parole du gouvernement sous Jacques Chirac. Il est alors le benjamin des ministres. Nommé au gouvernement, il devient premier adjoint au maire de Meaux, obéissant à la règle non-écrite de non-cumul d’une fonction ministérielle avec la tête d’un exécutif local. Il demeure néanmoins président de la communauté d'agglomération de Meaux.
Fin 2003, il promeut un dispositif d'exonération de l'impôt sur les plus-values des grandes entreprises en cas de vente de leurs titres de participation, appelé en pratique « niche Copé ».
Jean-François Copé conduit la liste de l'UMP au premier tour, puis la liste d'union avec l'UDF au second tour des élections régionales des 21 et 28 mars 2004 en Île-de-France. À la suite de la victoire de la liste socialiste conduite par Jean-Paul Huchon, il renonce à prendre la tête du groupe UMP au conseil régional d'Île-de-France, que conserve Roger Karoutchi.
Il devient, en mars 2004, ministre délégué à l'Intérieur, tout en demeurant porte-parole du gouvernement. Le 29 novembre 2004, il est nommé ministre délégué au Budget et à la Réforme budgétaire du troisième gouvernement Raffarin et conserve ses attributions de porte-parole du gouvernement. Il est reconduit dans ces fonctions le 3 juin 2005, dans le gouvernement Dominique de Villepin, avec en complément la responsabilité de la Réforme de l'État.
En 2005, il est au centre d'une polémique car il occupait un logement de fonction, plus grand que ce qu'autorisent les consignes ministérielles (230 m2 au lieu de 120 m2 à 140 m2), dans le 7e arrondissement de Paris, bien qu'il soit propriétaire par ailleurs d'un appartement de 160 m2 dans le 16e arrondissement de Paris. Jean-François Copé tente de se justifier alors par le fait qu'il faisait réaliser un certain nombre de travaux dans cet appartement, et qu'il y emménagerait après que son épouse, alors enceinte, aurait accouché. Cette polémique intervient peu après l'affaire Gaymard, qui conduit le Premier ministre Jean-Pierre Raffarin à instaurer de nouvelles règles en la matière. À la différence d'Hervé Gaymard, Jean-François Copé décide de ne pas démissionner.
En 2005, il est membre du club Le Siècle. En 2006, il lance le club de réflexion Génération France.fr, qui est dissout en 2022.

### Président du groupe UMP à l'Assemblée nationale

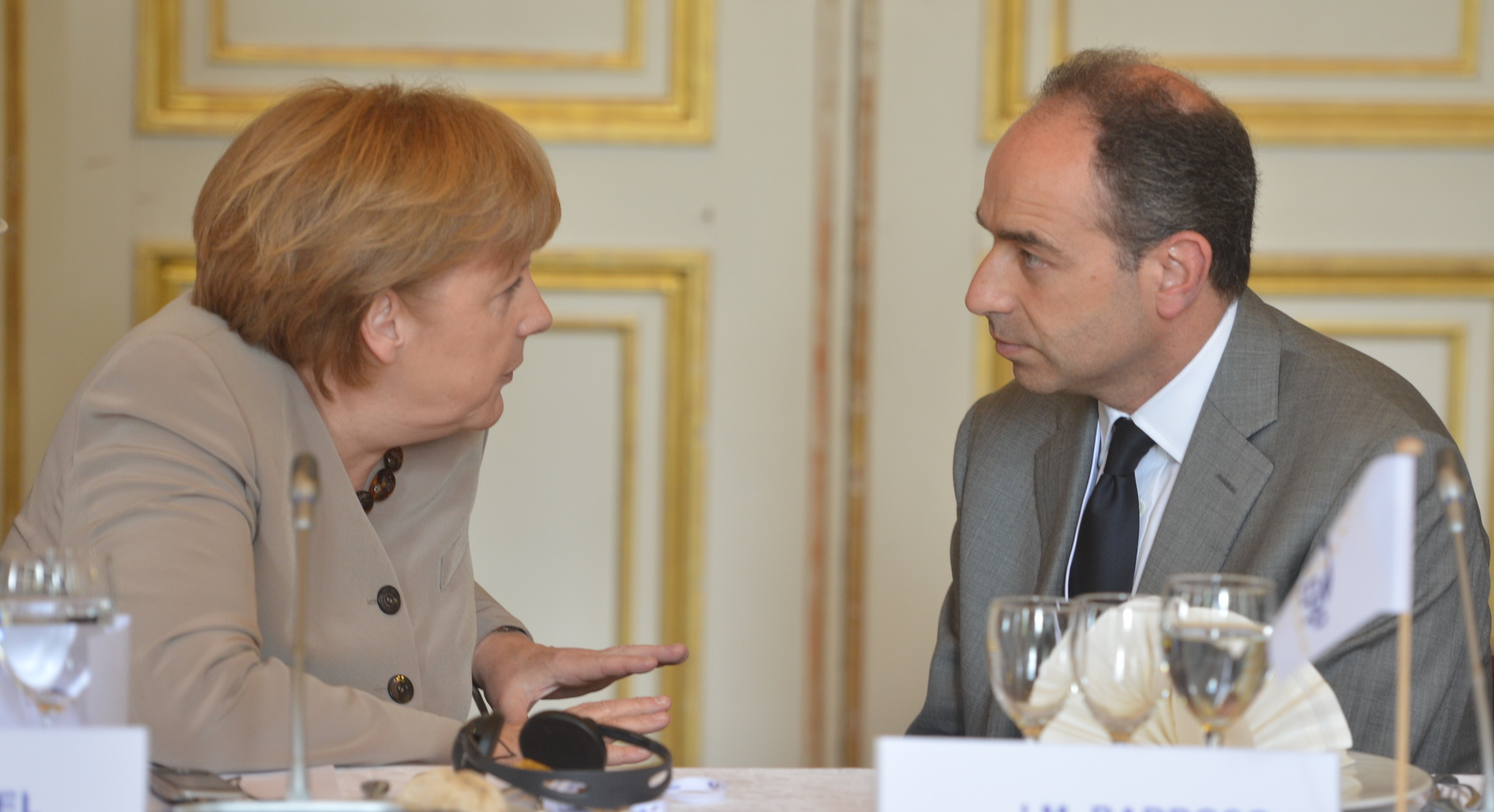
Jean-François Copé s'entretenant avec la chancelière allemande, Angela Merkel, le 28 juin 2012.

Il est élu, le 20 juin 2007, président du groupe UMP à l'Assemblée nationale par 256 voix, contre 44 à Alain Joyandet. À ce poste, après avoir subi de vives critiques de la part de certains parlementaires membres du groupe UMP, comme ceux qui s'opposent à la réforme de la carte judiciaire en novembre, il s'impose comme un homme fort de la majorité, relais entre les parlementaires et l'exécutif, n'hésitant pas à exprimer ses distances avec le gouvernement. Après s'être vu confier par le Premier ministre, François Fillon, une mission sur la modernisation du Parlement au premier semestre 2007, il préside en 2008 la commission « pour une nouvelle télévision publique », pour étudier la mise en place de la proposition présidentielle du retrait de la publicité dans l'audiovisuel public. En 2009, il s'oppose sans succès à l'augmentation de la redevance audiovisuelle.
Fin 2009, Jean-François Copé prend position dans le débat sur le voile intégral et propose le vote d'une loi interdisant la dissimulation du visage dans l'espace public,. Celle-ci est votée en octobre 2010 et promulguée en avril 2011. Elle est validée par la CEDH en 2014.

### À la tête de l'UMP
Le 17 novembre 2010, Jean-François Copé devient secrétaire général de l'UMP en remplacement de Xavier Bertrand, qui retourne au gouvernement mais doit abandonner son poste à la tête du parti présidentiel. Fin 2010-début 2011, il fait voter une loi relative à la représentation équilibrée des femmes et des hommes au sein des conseils d'administration et de surveillance des sociétés françaises, appelée « loi Copé-Zimmermann ».
En février 2012, alors que Christian Vanneste qualifie de « légende » la déportation de personnes homosexuelles en France lors de la Seconde Guerre mondiale suscitant une polémique dans les presse, Jean-François Copé décide de l'exclure de l'UMP. L'historien Serge Klarsfeld donnera raison au député confirmant qu'il n'y a pas eu en France de politique de déportation des homosexuels. Jean-François Copé justifiera plus tard cette mesure contre Christian Vanneste par le contexte de l'annonce de la candidature de Nicolas Sarkozy à l'élection présidentielle de 2012.

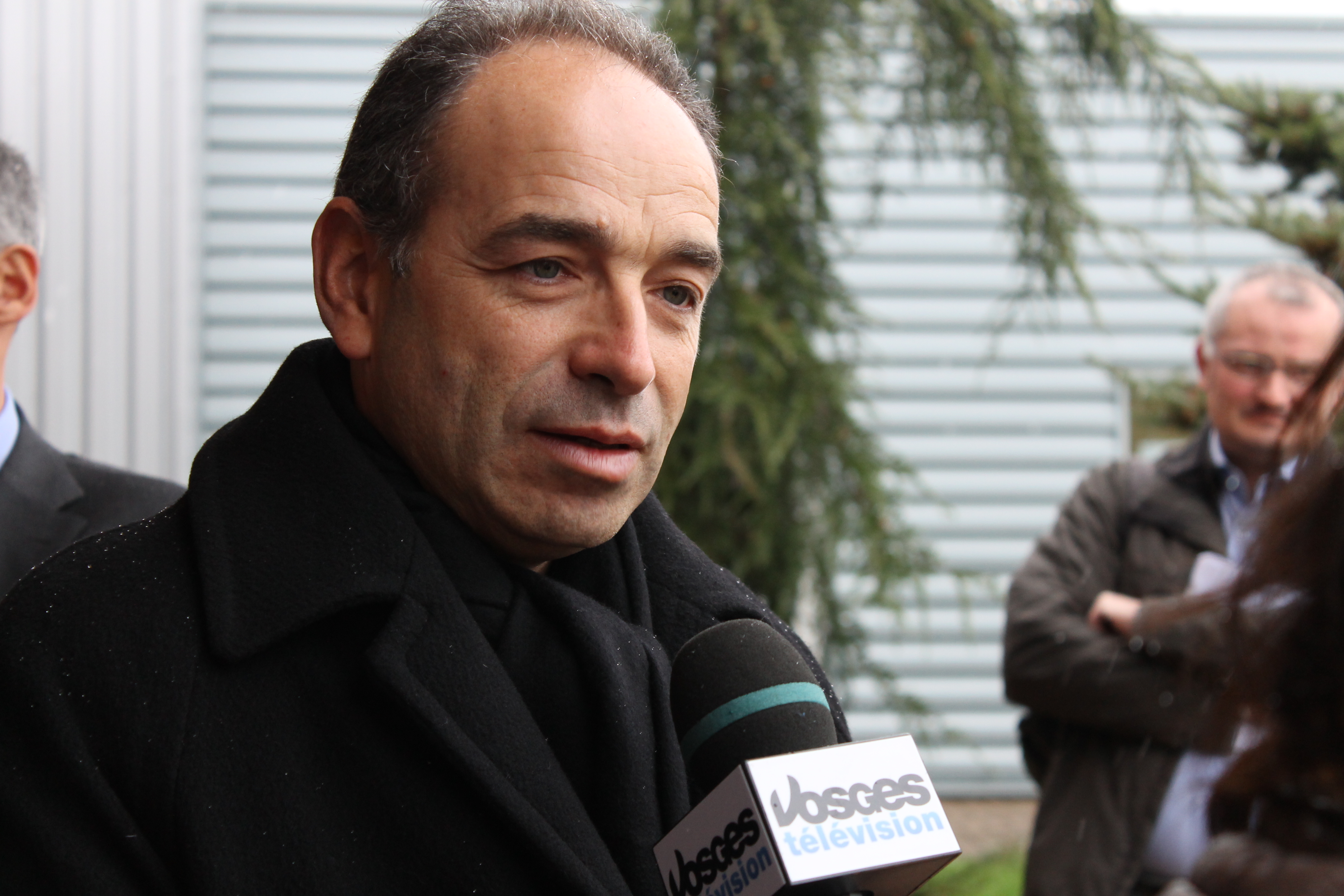
Jean-François Copé en campagne dans les Vosges en vue du congrès de 2012.

Après la défaite de Nicolas Sarkozy à l'élection présidentielle de 2012, il autorise la création de courants au sein de l'UMP. Le 26 août 2012, à Châteaurenard, il se déclare candidat à la présidence du parti, vacante pendant le mandat présidentiel de Nicolas Sarkozy, et compose un « ticket » avec Luc Chatel pour la vice-présidence du parti et Michèle Tabarot pour le secrétariat général. Durant la campagne, alors que François Fillon, donné largement gagnant dans les sondages auprès des sympathisants de droite, cherche à se distinguer de l'ancien président de la République, Jean-François Copé s'en revendique et défend « la droite décomplexée ». Dans le Manifeste pour une droite décomplexée qu'il publie fin 2012, il certifie de son admiration envers l'ancien président, et s'engage à être à ses côtés, quelles que soient les décisions qu'il puisse prendre dans le futur. Dans les dernières semaines de la campagne, les partisans de Jean-François Copé font état de la « dynamique » de sa campagne et la presse commence à mettre en doute les sondages, qui portent sur les sympathisants et non les adhérents de l'UMP.
Le soir du scrutin, le 18 novembre 2012, les deux candidats revendiquent la victoire. Jean-François Copé est proclamé vainqueur le lendemain, par 50,03 % des voix, par la Commission d'organisation et de contrôle des opérations électorales (COCOE). Ce résultat est contesté par les partisans de François Fillon. Après une semaine d'atermoiements politiques et médiatiques, la Commission nationale des recours (CONARE) – contestée dans sa composition par le camp Fillon – le proclame à nouveau vainqueur, cette fois avec 50,28 % des voix. François Fillon et ses partisans refusent toujours de reconnaître l'élection de Jean-François Copé, créent à l'Assemblée nationale un groupe parlementaire distinct du groupe UMP, le Rassemblement-UMP, et évoquent la possibilité de saisir la justice,. À cette occasion, un ouvrage publié par deux journalistes affirment que l'équipe Copé a triché,, tandis que les partisans de ce dernier dénoncent des irrégularités ayant profité à François Fillon dans des bureaux des Alpes-Maritimes et en Nouvelle-Calédonie. Fin décembre 2012, un accord est finalement trouvé entre Jean-François Copé et François Fillon, le premier acceptant l'organisation d'un nouveau scrutin en septembre 2013 et la réforme des statuts qu'il avait demandée, le second de dissoudre le groupe parlementaire dissident qu'il avait créé. Cette décision est entérinée par le bureau politique du parti le 18 du même mois. Fin mai 2013, un nouvel accord entre les deux hommes prévoit de demander aux militants s’il est nécessaire d’organiser une nouvelle élection pour la présidence de l'UMP. Le 30 juin 2013, à l'issue d'un congrès extraordinaire, les militants de l'UMP, de peur de voir les dissensions internes ravivées, refusent très largement une nouvelle élection à sa présidence, maintenant ainsi Jean-François Copé à la tête du parti jusqu'en novembre 2015.

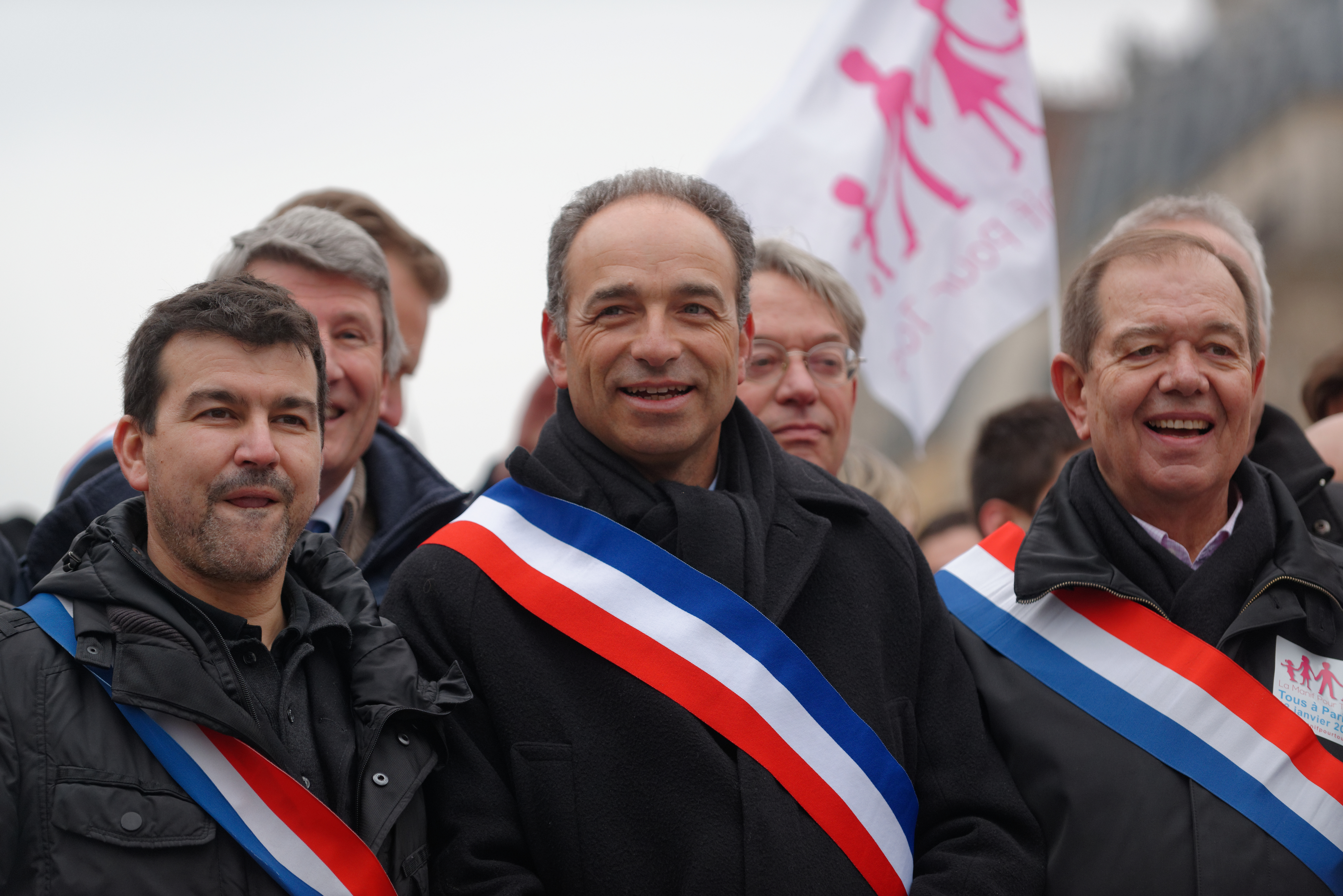
Jean-François Copé manifestant contre l'autorisation du mariage homosexuel, aux côtés de Nicolas Dhuicq (à gauche), Patrick Ollier (à droite), Philippe de Villiers (à gauche, en arrière-plan), et Philippe Marini (à droite, en arrière-plan).

Le début du mandat de Jean-François Copé est notamment marqué par l'engagement d'une grande partie de l'UMP dans l'opposition au projet de loi ouvrant le mariage aux personnes de même sexe. Affirmant être en faveur de l'ouverture du mariage aux personnes homosexuelles mais contre la possibilité pour celles-ci d'adopter et contre la PMA et la GPA, il participe aux grandes manifestations de janvier, mars et mai 2013.
Sur le plan économique, pendant les deux premières années du quinquennat de François Hollande, l'UMP dénonce la hausse continue du nombre de chômeurs malgré la promesse d'« inversion de la courbe du chômage » du président de la République, ainsi que les hausses d'impôts décidées par le gouvernement Ayrault et le non-respect de l'engagement de la France de revenir aux 3 % de déficit budgétaire. En février 2013, Jean-François Copé annonce le dépôt par l'UMP d'une motion de censure contre la politique économique du gouvernement, motion qu'il défend le 20 mars 2013, mais qui est finalement rejetée par la majorité de gauche,. Sur le plan international, tout en « s'inquiétant » de la solitude de la France, il soutient l'intervention française au Mali.

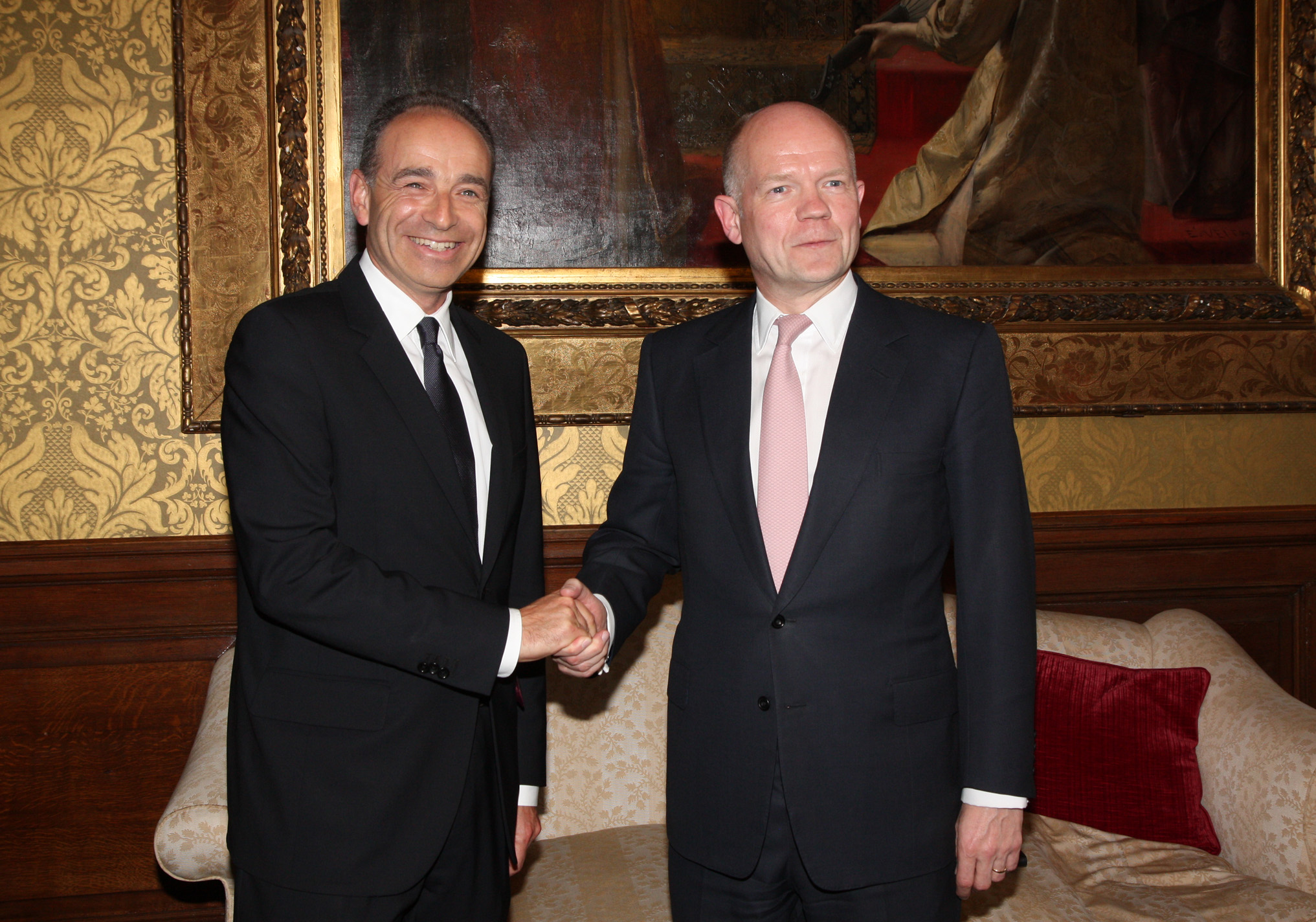
Jean-François Copé, président de l'UMP, rencontre William Hague, ministre britannique des Affaires étrangères, à Londres, le 5 juin 2013.

À la suite du rejet des comptes de campagne de la présidentielle de 2012 de Nicolas Sarkozy qui prive l'UMP, déjà lourdement endettée, de près de 11 millions d'euros de financements publics, Jean-François Copé lance, le 4 juillet 2013, une « grande souscription nationale » auprès des Français. Cette souscription reçoit le soutien de Nicolas Sarkozy et permet en deux mois de recueillir 11 millions d'euros auprès de sympathisants UMP. L'opération est considérée comme un grand succès par Jean-François Copé, qui note que « l'UMP a réalisé la plus importante collecte jamais réalisée par un parti politique de la Ve République », tandis que certains médias soulignent l'importance de la déduction fiscale (66 %) accompagnant ces dons.
En mars 2014, Le Point met en cause nommément Jean-François Copé pour ses liens avec les dirigeants de la société de communication Bygmalion et de sa filiale Event&Cie, fournisseurs de l'UMP pendant les campagnes électorales de 2012. Jean-François Copé dénonce un « coup monté » à l'approche des élections municipales et poursuit Le Point en justice. Celui-ci est alors condamné pour diffamation. Lors de la campagne des élections européennes de mai 2014, après la victoire de la droite aux élections municipales de mars, les dissensions internes au sein du parti réapparaissent, à la fois entre europhiles et eurosceptiques, mais aussi entre pro-Copé et pro-Fillon. Le 26 mai, lendemain des élections européennes, le bras droit de Jean-François Copé, Jérôme Lavrilleux, reconnaît avoir organisé avec la société Bygmalion un système de surfacturation lors des campagnes de 2012, mais affirme que Jean-François Copé n'a « pas été mis au courant de cette dérive en volume de dépenses. » Le 27 mai, lors d'un comité directeur de l'UMP, sur proposition de la trésorière Catherine Vautrin, Jean-François Copé est contraint d'accepter une démission de l'ensemble de la direction de l'UMP, cette démission étant effective le 15 juin suivant. En attendant la tenue d'un congrès extraordinaire en octobre 2014, il est remplacé par une direction collégiale transitoire, composée des anciens Premiers ministres François Fillon, Alain Juppé et Jean-Pierre Raffarin,.
Le lendemain, Jean-François Copé écrit une lettre aux adhérents de l'UMP dans laquelle il affirme avoir eu connaissance des surfacturations lors d'une réunion à l'UMP le 16 mai 2014, à la suite de la parution d'une enquête détaillée de Libération le 14 mai 2014. Dans cette lettre, Jean-François Copé réaffirme que son « intégrité est totale ». Jean-François Copé est entendu en audition libre le 28 juillet 2015 par les magistrats chargés de l'enquête, dont Renaud Van Ruymbeke. Il réaffirme qu'il n'était au courant de rien, de même que Nicolas Sarkozy, qui est entendu séparément en septembre 2015. Les mises en examen prononcées en septembre 2015 concernent 13 personnes dont 3 proches de Jean-François Copé : 4 dirigeants de la société Bygmalion dont Bastien Millot et Guy Alvès, 4 responsables de la campagne de Nicolas Sarkozy dont Jérôme Lavrilleux, 3 anciens salariés cadres de l'UMP et 2 experts-comptables de la campagne. Elles n'incluent pas Jean-François Copé lui-même.
Jean-François Copé est entendu le 8 février 2016 par les juges d'instruction sous le statut de témoin assisté à la fois concernant l'affaire Bygmalion et l'affaire des comptes de campagne de Nicolas Sarkozy. Il n'est mis en examen dans aucune des 2 affaires. À la suite de cette audition, le 16 février 2016, Nicolas Sarkozy est entendu pour les deux mêmes affaires. Il est mis en examen pour l'affaire des comptes de campagne, hors volet Bygmalion. Pour une partie de la presse, « l'affaire Copé est devenue l'affaire Sarkozy ». De fait Nicolas Sarkozy a été renvoyé en correctionnelle début février 2017 dans cette affaire, contrairement à Jean-François Copé qui a bénéficié d’un non-lieu,.

### Mise en retrait et retour en 2016

Logo de Jean-François Copé pour la primaire présidentielle des Républicains de 2016.

Jean-François Copé est remplacé à la tête de l'UMP le 10 juin 2014. Il décide de continuer à participer au bureau politique de l'UMP, dont il est membre de droit. Il dépose le 20 juin deux propositions de transparence de la vie politique. Le 24 juillet 2014, en conformité avec la loi du 11 octobre 2013, la Haute Autorité pour la transparence de la vie publique publie sur son site les déclarations d'intérêts des parlementaires pour la période 2009-2013. Jean-François Copé, qui a déclaré des revenus d'avocat, de conférencier, ainsi que des droits d'auteur, apparaît dans les classements des parlementaires les plus aisés diffusés par des médias publics ou privés.
Il est mis en examen, début février 2015, ainsi que Catherine Vautrin, pour « abus de confiance » dans l'enquête sur le paiement par l'UMP d'une somme de 516 615 euros, due selon la décision de la CNCCFP par Nicolas Sarkozy. L'avocat de Jean-François Copé de son côté invoque « l'analyse des services juridiques de Bercy ». En septembre 2015, Jean-François Copé bénéficie d'un non-lieu à l'instar de Catherine Vautrin, ce qui clôture le dossier,.
En tant qu'ancien président de l'UMP, il devient en mai 2015, l'un des 18 membres de droit du bureau politique de la nouvelle formation Les Républicains.
Le retour de Jean-François Copé sur la scène politique a lieu en janvier 2016, notamment avec la sortie du livre Le Sursaut français,.
Sur le plateau du Journal de 20 heures de France 2 du 14 février 2016, il annonce sa candidature à la primaire présidentielle des Républicains de 2016. Il en est éliminé lors du premier tour le 20 novembre, avec un score de 0,3 %, ce qui le classe dernier des sept candidats. Il annonce peu après son soutien à Alain Juppé, qui est battu au second tour par François Fillon.
En avril 2017, il annonce qu'il ne se représentera pas aux élections législatives, préférant ainsi se consacrer à la gestion de la ville de Meaux.
En février 2018, il déclare que la politique menée par Emmanuel Macron « correspond à ce [qu'il croit] » et affirme au sujet de Laurent Wauquiez qu'« on ne peut continuer longtemps comme ça avec, à la tête de la droite à reconstruire, quelqu'un dont l'objectif est de poignarder les autres », en référence à la fuite des paroles du nouveau président de LR devant les étudiants de l'EM Lyon. Il propose une alliance entre LR et LREM pour les élections municipales de 2020 à Paris.
Le quotidien Libération divulgue en 2021 des documents semblant indiquer que Jean-François Copé avait connaissance des fraudes dans le financement de la campagne présidentielle de Nicolas Sarkozy en 2012, dans le cadre de l'affaire Bygmalion.
En juin 2024, le parquet judiciaire de Paris ouvre une enquête contre Jean-François Copé, concernant l'utilisation de véhicules municipaux à des fins dépassant ses fonctions de maire de Meaux ; cette enquête fait suite à un signalement de l’association de la lutte contre la corruption Anticor, en février 2023, pour des faits présumés de « détournement de fonds publics ».

## Prises de position

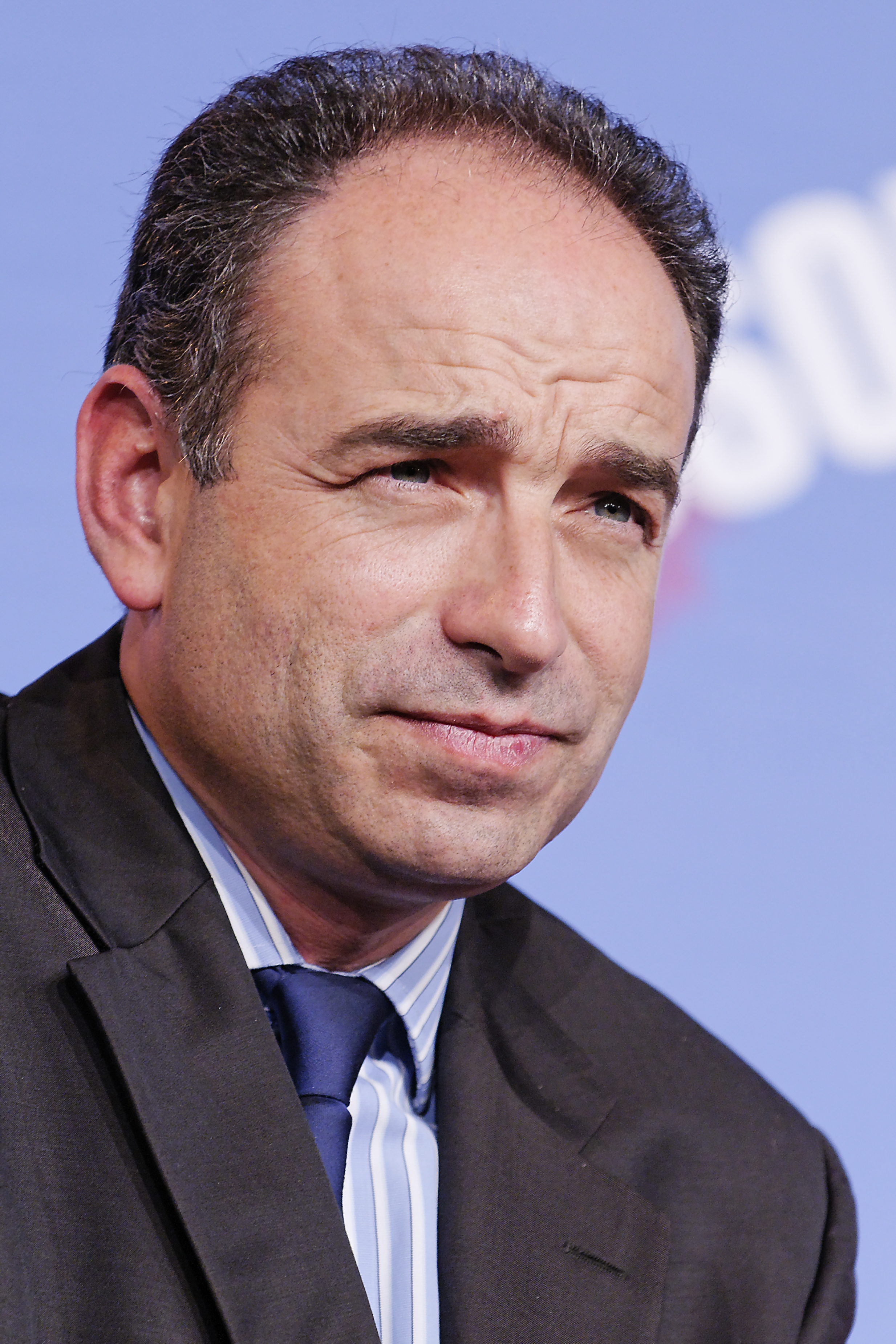
Jean-François Copé lors du lancement de la campagne de l'UMP pour les élections régionales de 2010.

Le politologue Pascal Perrineau situe Jean-François Copé dans la famille « néo-gaulliste ».

### Économiques et sociales

#### Actionnariat des entreprises
Lors de la bataille boursière opposant Total et Elf Aquitaine en 1999, Jean-François Copé, partisan du libéralisme économique, explique en juillet 1999 que « c'est une opération entre actionnaires privés, nous n'avons pas à la commenter ». Mais lors de la bataille boursière entre le BNP et la Société générale pour le contrôle de Paribas cette même année, Jean-François Copé prend une position inverse, estimant en août 1999 que « la pire solution serait que la Société Générale, fleuron de notre système bancaire, fasse l'objet d'un raid de la part d'un groupe étranger », critiquant l'absence d'interventionnisme du gouvernement de gauche dirigé par Lionel Jospin qui laisse cette opération se dérouler entre actionnaires privés.
Il avait déjà commenté l'affaire BNP-Société générale en mars, en s'opposant au capital étranger, lorsqu'il déclara que « tout ce qui ressemble à une guerre fratricide servira l'intérêt étranger ».
Dans le cadre de la convention nationale du RPR sur le monde du travail en décembre 2000, il plaide pour le développement de l'actionnariat salarié
En tant que porteur du projet du RPR pour l'élection présidentielle de 2002, Jean-François Copé envisage en décembre 2001 la privatisation partielle (avec maintien d'un contrôle public) d'EDF et de GDF. Il avança une position similaire six mois plus tôt, en incluant également une poursuite du désengagement de l’État dans le capital de France Télécom.

#### Durée du temps de travail
En juillet 2001, Jean-François Copé réclame un moratoire sur l'application de la loi généralisant de la durée hebdomadaire de travail à 35 heures payées sans réduction de salaire pour les PME et la fonction publique, pointant des problèmes de financement, et qu'en cas de victoire de la droite aux élections législatives de juin 2002, son camp renégocierait avec les partenaires sociaux le dispositif d'application.
Toujours contre la loi sur les 35 heures, Jean-François Copé annonce en décembre 2001, durant la campagne présidentielle, qu'en cas de retour de la droite au pouvoir, la réforme mise en place par le gouvernement de Lionel Jospin ne sera pas abrogée mais cherchera à l'assouplir. Il souhaite rendre la loi sur les 35 heures facultative et modifier la réglementation sur les heures supplémentaires pour « donner aux salariés qui le souhaitent la possibilité de gagner plus en travaillant davantage ».
En juillet 2016, il estime que la droite a commis l'erreur de ne pas revenir sur les 35 heures.

#### Emploi
Jean-François Copé affirme en février 1999 que les « emplois-jeunes » (mesure-phare du programme de la majorité plurielle), d'une durée de cinq ans, ne peuvent pas et ne seront pas titularisés à la fin de leur contrat. Cependant, en juin 2001, il avance que la droite, si elle revenait au pouvoir en 2002, conserverait les emplois-jeunes « utiles » et les supprimerait « au cas par cas ».

#### Environnement
Dans le cadre du Plan de relance économique de la France de 2008-2009, Jean-François Copé considère en septembre 2009 que, sur le plan environnemental, « l'investissement dans les technologies de la dépollution et les énergies renouvelables : tout en modernisant son parc nucléaire, la France doit démultiplier les panneaux solaires » devraient être une priorité.

#### Fiscalité
Parmi un RPR divisé sur la « taxe Tobin », Jean-François Copé se prononce en octobre 2001 contre sa mise en place.
En octobre 2005, en tant que ministre délégué au budget, il s'exprime contre une réforme de l'impôt de solidarité sur la fortune en soi, mais seulement dans l'optique de « favoriser l'emploi et la compétitivité ». Un mois plus tard, il dit vouloir une telle réforme avec l'objectif de renforcer l'actionnariat des entreprises et l'investissement. Il déclare en novembre 2009, à propos de l'ISF, que « le bouclier fiscal est d'abord un outil qui nous préserve de l'évasion fiscale ».

#### Retraites
En décembre 2001, il s'engage, au nom de son parti, à préserver le système de retraites des agents publics d'EDF et de GDF en cas de privatisation.
En juillet 2016, il estime que la droite a commis l'erreur de ne pas avoir réformé les régimes spéciaux des retraites.

#### Santé
Dans le cadre du Plan de relance économique de la France de 2008-2009, Jean-François Copé considère en septembre 2009 que, sur le plan de la santé, « l'accent pourrait être mis sur les bio et nanotechnologies, en finançant la recherche sur les implants médicaux avec puces, pour suivre la santé du patient en temps réel, ou en développant les alicaments » devraient être une priorité.

#### SMIC
Durant la campagne législative de 1997, il se prononce contre la suppression du SMIC, question qui divise la majorité sortante. Il réaffirme sa position en février 1999 et prône une baisse de cotisations sociales sur ces salaires pour les rendre compétitifs, jusqu'à 1,4 SMIC.

### Réforme de l'État

#### Collectivités locales

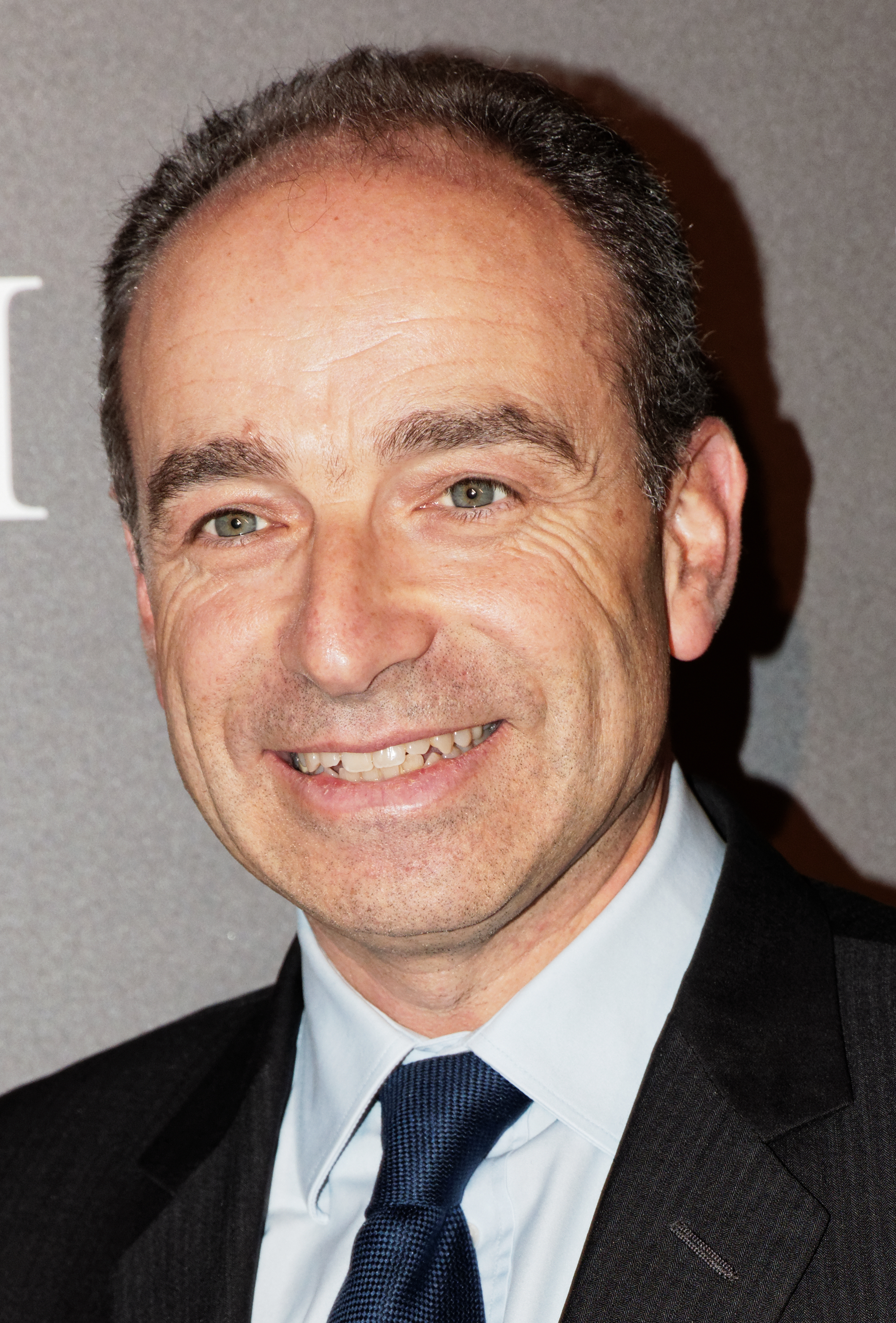
Jean-François Copé en 2015.

Il s'exprime en octobre 2009 favorable à la fusion des conseils régionaux et des conseils généraux, ainsi qu'à la disparition des seconds.

#### Comptes publics
Si Jean-François Copé ne s'oppose pas à la mise en place du Plan de relance économique de la France de 2008-2009, il estime en octobre 2009 qu'il faut « d'abord identifier les autres sources de financement possibles et aussi savoir comment nous allons réduire les déficits » avant d'emprunter et que « l'emprunt doit venir en dernier ressort ».
En octobre 2009, il suggère que la France s'inspire de la règle d'or constitutionnelle allemande pour plafonner l'endettement public.

#### Fonction publique
Jean-François Copé estime en juin 2001 que les départs massifs en retraite dans la fonction publique sont une occasion de réforme de gestion des effectifs en prônant pour cela « la culture du management, de la transparence et de la responsabilité ».
Lors la campagne présidentielle de 2002, il affirme en juillet 2001 que l'idée de l'opposition « est de moderniser ce statut en faisant en sorte que les fonctionnaires soient peut-être moins nombreux mais surtout mieux considérés et mieux rémunérés ».
En juillet 2016, il estime que « rien ne justifie le maintien de l'emploi à vie dans les fonctions publiques. Il faudra donc y mettre fin pour les nouveaux entrants, passer aux 39 heures et renouer avec la règle du non-remplacement d'un fonctionnaire sur deux partant à la retraite », tout en prônant un renforcement de la fonction publique de la sécurité et de la justice.

#### Périmètre de l’État
Jean-François Copé présente en février 1999 un plan de réforme, en coordination avec le président par intérim du RPR, Nicolas Sarkozy, visant à limiter l’État à des missions régaliennes et à « à se délester de tout le reste ».

### Questions sociétales

#### Asile
En décembre 2014, il vote en première lecture contre l'adoption du projet de loi relatif à la réforme du droit d'asile.
En septembre 2015, il salue la démarche d'accueil de l'Allemagne depuis la crise migratoire en Europe et prône l'accueil de réfugiés en France qui fuient la guerre en Syrie, y compris dans la ville qu'il dirige. Il considère que les réfugiés syriens sont, du fait de leur instruction et de leur compétence, une chance pour la France, tout en affirmant que le but est finalement qu'ils s'assimilent culturellement.

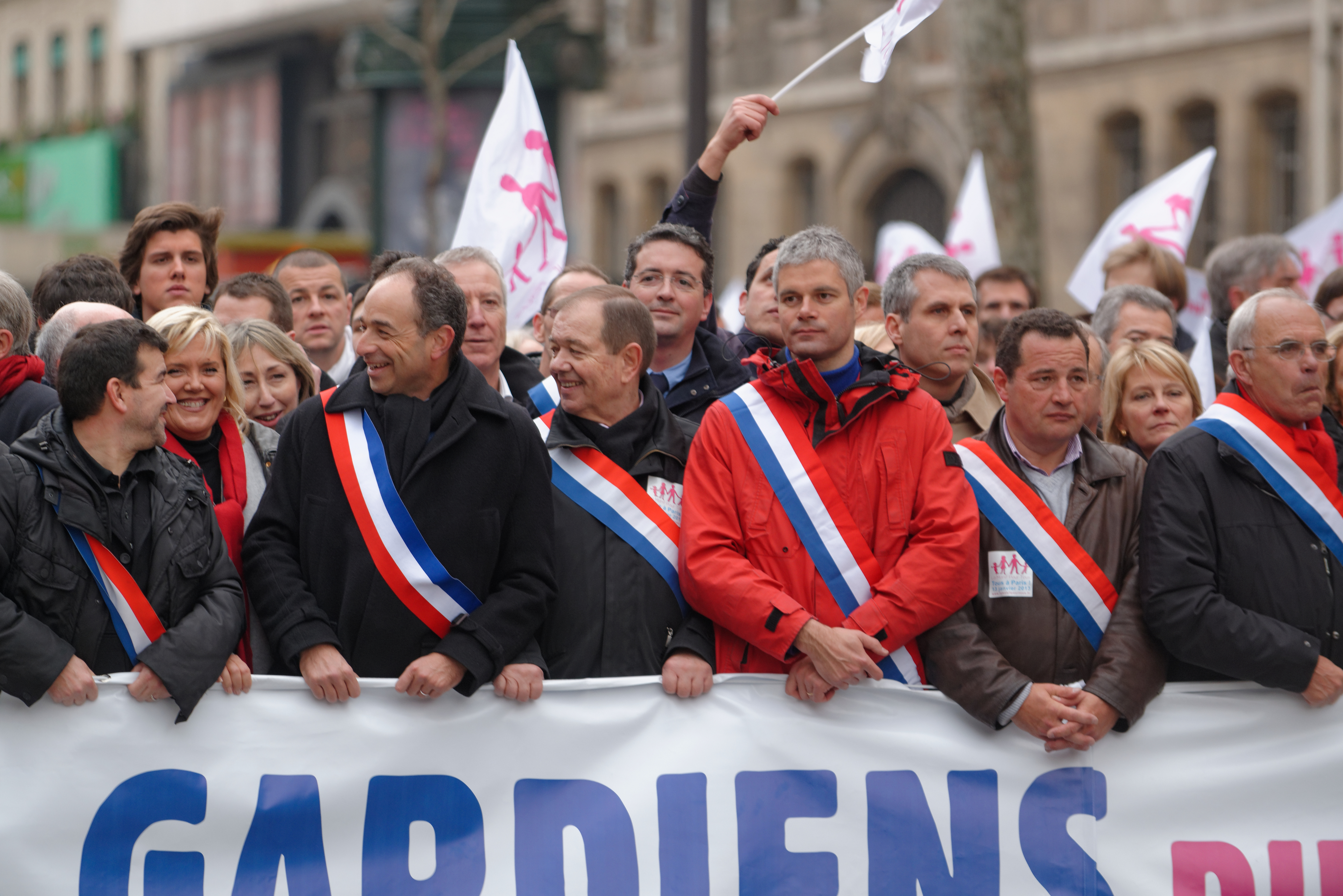
Jean-François Copé aux côtés d'élus UMP à la manifestation contre le projet de loi ouvrant le mariage aux couples de même sexe, le 13 janvier 2013 à Paris.

#### Droits LGBT
Opposant au projet de loi ouvrant le mariage aux personnes de même sexe en 2013, il déclare avoir évolué sur la question de la PMA en 2017, notant qu'il ne s'y oppose pas.

#### Identité nationale
Après le premier outrage à La Marseillaise au Stade de France lors du match de football France-Algérie du 6 octobre 2001, Jean-François Copé déclare que cette affaire « n'était pas un problème d'ordre public, mais le problème de jeunes qui habitent à dix kilomètres du stade de France et qui pensent que la France n'est pas leur pays ».
En octobre 2009, il se dit « choqué qu'il soit quasiment impossible d'apprendre l'arabe dans l’Éducation nationale », selon lui.
Dans le cadre du débat sur l'identité nationale en France, il critique en octobre 2009 « le fameux "droit à la différence" des années 80 » comme source de multiculturalisme, et estime en novembre 2009, que « notre nation se fissure en silence parce qu'il n'y a pas de discours sur l'identité », et déclare être « à titre personnel, vraiment militant depuis très longtemps d'un débat sur l'identité française ».

#### Immigration
Jean-François Copé, alors président de l'UMP estime, en octobre 2013, « la France est beaucoup trop attractive socialement pour les immigrés » et prône « la suppression de l'aide médicale d'État, sauf en cas d'urgence ».
En octobre 2013, il exprime sa volonté de réviser le droit du sol et déclare que « les enfants nés de parents étrangers en situation irrégulière n'ont pas vocation à y rester » et que « les enfants nés de parents étrangers en situation régulière ne peuvent pas obtenir la nationalité française de manière automatique ».

#### Islam en France
En avril 2004, un an après la création du Conseil français du culte musulman, Jean-François Copé estime que le gouvernement doit s'atteler à tout « ce qui concerne les questions de formation des imams », car, selon lui « il faut quatre ans pour former un imam », en soulignant la nécessité de se consacrer « à la maîtrise de la langue française et puis surtout à la volonté de faire un islam de France, c'est-à-dire indépendant des influences étrangères ».
En octobre 2009, un an et demi avant le vote de la loi sur l'interdiction du port du voile intégral, il se déclare « très partisan d'une interdiction par la loi du port de la burqa ».
En octobre 2012, lors de la campagne pour l'élection à la présidence de l'UMP, Jean-François Copé déclenche une polémique avec ses propos sur le comportement selon lui de certains musulmans durant le ramadan envers un adolescent qui se serait fait : « Il est des quartiers où je peux comprendre l'exaspération de certains de nos compatriotes, pères ou mères de famille rentrant du travail le soir, apprenant que leur fils s'est fait arracher son pain au chocolat par des voyous qui lui expliquent qu'on ne mange pas pendant le ramadan. » Il avait précédemment allégué ces faits dans son livre Manifeste pour une droite décomplexée. Des élus, y compris de l'UMP, condamnent publiquement cette déclaration. Le Conseil français du culte musulman porte plainte pour protester contre ce discours qu'il estime islamophobe. Des associations musulmanes organisent des distributions gratuites de pains au chocolat dans des lieux publics. En janvier 2013, après plusieurs rebondissements, Jean-François Copé exprime ses regrets dans un communiqué commun avec le Conseil français du culte musulman qui retire sa plainte. En 2015 et 2016, Copé campe cependant sur ses positions et évoque plusieurs fois l'affaire dans les médias. L'affaire est largement rappelée dans les médias en octobre 2016 quand Jean-François Copé fait une erreur d'estimation du prix du pain au chocolat lors d'une interview,.

#### Laïcité
En novembre 2003, lors du débat sur le port du voile islamique, il donne sa vision de la laïcité : « La laïcité n'est pas la négation des religions, c'est la possibilité d'exercer librement son culte dans le respect de celui des autres et donc qu'on ne se fasse pas imposer ces convictions ». Dans cette même déclaration, il pointe du doigt les demandes visant à séparer hommes et femmes, ou encore la négation de la Shoah.

#### Service civique
Se déclarant en octobre 2009 partisan du service civique, il souhaite qu'il soit obligatoire.

### Europe
En juillet 2016, concernant l'espace Schengen, il prône « qu'un petit groupe d’États se mettent d'accord pour financer des garde-frontières aux frontières extérieures et repenser leur politique de droit d'asile ».

### Vie politique

#### Clivages idéologiques
Interrogé en octobre 2009 sur le fait qu'il est libéral, Jean-François Copé répond que « penser que l'on peut changer le monde avec pour seules étiquettes libéral ou socialiste n'a plus aucun sens ».

#### Diversité dans la vie politique
Il déplore, en octobre 2009, que la droite n'aille « pas assez loin » pour placer sur des listes électorales « des candidats issus de la diversité ».

#### Gauche
Il estime, en septembre 2001, que la candidature de Jean-Pierre Chevènement à l'élection présidentielle de 2002 « fera plus de mal à Jospin que Bayrou à Chirac » et se montre dubitatif quant au « report de voix à gauche, car le fossé entre Jospin et Chevènement est énorme ».

#### Front national
En mars 1997, avant la dissolution de l'Assemblée nationale le 21 avril 1997 (période de pré-campagne et de rumeur de changements gouvernementaux), Jean-François Copé exprime partager des valeurs républicaines avec les socialistes, mais pas avec le Front national.
En juin 2002, durant la campagne législative, il réaffirme son opposition au Front national, lorsqu'il lui est demandé s'il exclurait les candidats de l'UMP qui appelleraient à voter pour ce parti au second tour, il répond : « Oui, naturellement, sans hésitation ».
Il déclare à plusieurs reprises durant les années 2000 qu'un Front national fort conduit à permettre la gauche de gouverner,,,.

## Décorations
Le 13 juillet 2023, Jean-François Copé est nommé au grade de chevalier dans l'ordre national de la Légion d'honneur.

## Détail des mandats et fonctions

### Mandats locaux
- 1995-2002, puis depuis 2005 : maire de Meaux
- 1998-2007 : conseiller régional d'Île-de-France
- Depuis 2003 : président de la communauté d'agglomération du pays de Meaux

### Mandats parlementaires
- 19 juin 1995 - 21 avril 1997 : député de la cinquième circonscription de Seine-et-Marne
- 19 juin 2002 - 18 juillet 2002 : député de la sixième circonscription de Seine-et-Marne
- 20 juin 2007 - 18 juin 2017 : député de la sixième circonscription de Seine-et-Marne
- 27 juin 2007 - 23 novembre 2010 : président du groupe UMP à l'Assemblée nationale

### Fonctions ministérielles
- 7 mai 2002 - 15 mai 2007 : porte-parole des gouvernements Raffarin I, II et III puis du gouvernement de Dominique de Villepin
- 7 mai 2002 - 31 mars 2004 : secrétaire d'État aux Relations avec le Parlement
- 31 mars 2004 - 29 novembre 2004 : ministre délégué à l'Intérieur
- 29 novembre 2004 - 15 mai 2007 : ministre délégué au Budget

### Fonctions partisanes
- 1995-1997 : secrétaire général adjoint du RPR
- 1998-2001 : secrétaire national du RPR, chargé de l'économie, puis de la formation
- 2001-2002 : secrétaire général adjoint du RPR, chargé du projet d'alternance
- 2002-2008 : membre du bureau politique de l'UMP
- 2010-2012 : secrétaire général de l'UMP
- 2012-2014 : président de l'UMP

## Publications
- 1990 : Finances locales, avec François Werner et préface de Pierre Richard - Economica - (Rééditions en 1993 et 1997)
- 1999 : Ce que je n'ai pas appris à l'ENA. L'aventure d'un maire - Hachette Littératures
- 2002 : Devoir d'inventaire. Le dépôt de bilan de Lionel Jospin - Albin Michel
- 2006 : Promis, j'arrête la langue de bois - Hachette Littératures
- 2007 : L'État de l'opinion, avec Sylvie Goulard, Muriel Humbertjean et Gérard Le Gall - Le Seuil
- 2009 : Un député, ça compte énormément - Albin Michel
- 2010 : La France Assise - Albin Michel
- 2012 : Manifeste pour une droite décomplexée  - Fayard
- 2013 : La Bataille de la Marne, avec Frédéric Guelton - Tallandier
- 2016 : Le sursaut français, Stock
- 2019 : L'IA va-t-elle aussi tuer la démocratie ?, avec Laurent Alexandre, JC Lattès